# Fudanshi Kōkō Seikatsu
Fudanshi Kōkō Seikatsu (jap. 腐男子高校生活, dt. „Oberschulleben eines Fudanshi“) ist eine Manga-Serie von Atami Michinoku, die ab 2015 in Japan erschien. Sie wurde auch als Anime-Fernsehserie und Webradioserie adaptiert und ist in die Genres Comedy und Slice-of-Life einzuordnen. International wurde die Serie auch als The High School Life of a Fudanshi bekannt. 

## Inhalt
Der Oberschüler Ryō Sakaguchi (坂口 亮, „Gutchi“) ist ein begeisterter Fan von Boys’-Love-Manga, in denen es um Liebesbeziehungen zwischen jungen Männern geht. Ein sogenannter Fudanshi zu sein ist ihm – selbst heterosexuell – gegenüber seinen Mitschülern peinlich. Zunächst weiß nur sein Kindheitsfreund Toshiaki Nakamura (中村 俊明) davon, der für „Gutchi“ Verständnis aufbringt. In der Mitschülerin Rumi Nishihara (西原 ルミ) lernt Sakaguchi bald eine Gleichgesinnte, eine Fujoshi, kennen. Mit ihr gemeinsam traut er sich nun mehr, selbst Boys’-Love-Manga einzukaufen und auf Dōjinshi-Messen zu gehen. Sie teilen ihre Leidenschaft und auch ihre Begeisterung für jeden Moment in ihrem Alltag, in dem scheinbar gleichgeschlechtliche Romantik aufkommt. Nicht nur Nakamura wird wiederkehrendes Opfer ihrer Schwärmereien, sondern besonders der homosexuelle Yūjirō Shiratori (白鳥 勇次郎) aus dem Koch-Klub und sein enger Freund Akira Ueda (上田 アキラ).

## Veröffentlichung
Der Yonkoma-Manga erschien erstmals im September 2015 beim Online-Magazin Zero-Sum Online des Verlags Ichijinsha. Die Kapitel wurden bisher in drei Sammelbänden herausgebracht. Eine englische Übersetzung erschien bei Seven Seas Entertainment und eine chinesische bei Tong Li Publishing.

## Anime-Adaption
Eine Adaption des Mangas als Anime entstand 2016 unter der Regie von Toshikatsu Tokoro beim Studio EMT Squared. Hauptautor war Saeka Fujimoto und das Charakterdesign entwarf Chika Ishida. Die künstlerische Leitung lag bei Kei Ichikura und Ryusuke Shiino und für den Ton war Nobuyuki Abe verantwortlich. Das Abspannlied Sekai wa Boy Meets Boy (SEKAIはボーイミーツボーイ♂) stammt von Wataru Hatano.
Die 12 fünf Minuten langen Folgen wurden erstmals vom 5. Juli bis 20. September 2016 auf AT-X in Japan ausgestrahlt, sowie bis zu einer Woche Versatz auch auf den Sendern KBS Kyoto, Sun Television, TV Kanagawa und TV Saitama. International wurde der Anime von der Plattform Crunchyroll per Streaming veröffentlicht, unter anderem mit deutschen und englischen Untertiteln.
| Rolle                  | japanischer Sprecher (Seiyū) |
| ---------------------- | ---------------------------- |
| Ryō „Gutchi“ Sakaguchi | Wataru Hatano                |
| Toshiaki Nakamura      | Kenji Nojima                 |
| Rumi Nishihara         | Aya Suzaki                   |
| Yūjirō Shiratori       | Tatsuhisa Suzuki             |
| Akira Ueda             | Toshiki Masuda               |

## Webradioserie
Auf der Webradio-Plattform Anitama startete im Juli 2016 eine Serie zum Manga unter dem Titel Radio Fudanshi Kōkō Seikatsu „Fu-Jinrui Mina Kyōdai!!“ (ラジオ 腐男子高校生活「腐人類みな兄弟!!」). Die 30 Minuten langen Folgen wurden von den gleichen Sprechern wie die Animeserie gesprochen.